# 里昂韦斯站
里昂韦斯站是法国的一个铁路车站，位于法国城市里昂，是该市的一个重要通勤车站。

## 位置
里昂韦斯站位于里昂市区的西北部，巴黎－马赛铁路506.389公里处，距离里昂佩拉什站大约6.5公里。车站大致呈南北走向，进出口位于车站东侧。

## 站台设置
| 西↑ |      |                 |                  |
|     |      | 存车线          |                  |
|     | 岛式 |                 |                  |
| D道 |      | （←里昂佩拉什） | （罗阿讷/马孔→） |
| C道 |      | （←里昂佩拉什） | （罗阿讷/马孔→） |
|     | 岛式 |                 |                  |
| B道 |      | （←里昂佩拉什） | （罗阿讷/马孔→） |
| A道 |      | （←里昂佩拉什） | （罗阿讷/马孔→） |
|     | 侧式 |                 |                  |
| 东↓ |      |                 |                  |

（连接公交及地铁车站）

## 停靠线路
以下列车线路在里昂韦斯站停靠：
| 里昂韦斯站列车线路表                  |            |                           |            |              |
| 线路                                  | 车种       | 上一站                    | 下一站     | 大致运行频率 |
| 南特—里昂佩拉什                       | INTERCITÉS | 罗阿讷                    | 里昂佩拉什 | 每天2趟左右  |
| 克莱蒙费朗—里昂佩拉什                 | TER        | 塔拉尔                    | 里昂佩拉什 | 每天1趟      |
| 罗阿讷—里昂佩拉什                     | TER        | 圣日耳曼欧蒙多尔/阿尔比尼 | 里昂佩拉什 | 每天13趟左右 |
| 帕赖/洛扎讷—里昂佩拉什                | TER        | 洛扎讷/圣日耳曼欧蒙多尔   | 里昂佩拉什 | 每天14趟左右 |
| 拉尔布雷勒—里昂佩拉什                 | TER        | 拉尔布雷勒                | 里昂佩拉什 | 每天4趟左右  |
| 马孔/索恩河畔自由城—里昂佩拉什/维埃纳 | TER        | 圣日耳曼欧蒙多尔          | 里昂佩拉什 | 每天22趟左右 |
| 1. 2.                                 |            |                           |            |              |

## 配套交通

### 长途客车
| 停靠里昂韦斯站的大巴车 |                | |
| 上下车地点             | 运营单位       | 主要线路及目的地 |
| 里昂韦斯站 公交站场    | 罗讷省城际客运 | 香槟欧蒙多尔 · 利莫内 · 达尔迪伊 · 利雪 · 阿泽尔格河畔锡夫里约 · 阿泽尔格河畔沙宰 · 昂斯 · 利马 · 索恩河畔自由城 · 圣乔治德勒南 · 贝尔维尔 |
| 里昂韦斯站 公交站场    | SNCF Car TER   | （当某条铁路线施工或罢工时，SNCF可能也会提供途径该线路沿途站点的大巴车）                                                                   |
| 1. 2.                  |                | |

### 城市公共交通
| 里昂韦斯站附近的市内公共交通线路 |                             | |
| 公交车站名称                     | 位置                        | 停靠线路 |
| 韦斯火车站                       | 里昂韦斯站 东侧公交站场下方 | 里昂9区-韦斯火车站 ↔ 韦尼雪-韦尼雪火车站 |
| 韦斯火车站                       | 里昂韦斯站 东侧公交站场     | 里昂3区-帕尔迪厄 - 维维耶·梅尔 ↔ 埃屈利-勒佩罗利耶 里昂7区-让·马塞 ↔ 里昂9区-拉迪谢尔 里昂9区-圣朗贝尔高原 ↔ 里昂4区-卢斯十字架站 里昂9区-韦斯火车站 ↔ 埃屈利-西部大学城 里昂9区-韦斯火车站 ↔ 达尔迪伊-Techlid商业中心 里昂9区-韦斯火车站 ↔ 圣西尔欧蒙多尔-圣西尔 里昂9区-韦斯火车站 ↔ 利莫内-公墓/圣日耳曼欧蒙多尔-火车站 里昂9区-韦斯火车站 ↔ 圣迪迪耶欧蒙多尔-圣福蒂纳 里昂9区-韦斯火车站 ↔ 圣迪迪耶欧蒙多尔-环形跑道 里昂2区-佩拉什火车站/里昂9区-韦斯火车站 ↔ 里昂9区-爱德华·赫里欧城 里昂9区-韦斯火车站 ↔ 热奈-普鲁略 里昂9区-韦斯火车站 ↔ 利雪-蒙吕赞 里昂9区-韦斯火车站 ↔ 科隆日欧蒙多尔-学校 里昂9区-韦斯火车站 ↔ 索恩河畔讷维尔-让·勒努瓦初级中学 里昂9区-韦斯火车站 ↔ 达尔迪伊-里昂门 里昂9区-韦斯火车站 ↔ 里昂9区-迪谢尔城堡 |
| 1. 2. 3. 4.                      |                             | |

### 社会车辆
里昂韦斯站附近设有社会车辆停车场。

## 临近车站
| 里昂韦斯站（Gare de Lyon-Vaise） |                |                                                                 |
| 上行车站                         | 线路           | 下行车站                                                        |
| 科隆日-方丹站 6.9km ←            | 巴黎－马赛铁路 | ↗（联络线）里昂戈尔日德卢站→ 1.6km ↘（正线）里昂佩拉什站→ 6.5km |
| - 本表仅显示运营中的线路及车站   |                |                                                                 |